# Alfa Romeo 8C Competizione
El Alfa Romeo 8C Competizione es un automóvil deportivo de 2 puertas biplaza con motor central-delantero montado longitudinalmente y tracción trasera, producido por el fabricante italiano Alfa Romeo entre 2007 y 2010.
Se presentó como prototipo en el Salón del Automóvil de Frankfurt de 2003 y se puso a la venta en el año 2007. El 8C Competizione es el primer deportivo de Alfa Romeo con tracción trasera desde el Alfa Romeo SZ. El nombre "8C" fue usado antiguamente por Alfa Romeo en otros modelos de la década de 1930.

## Diseño
El 8C Competizione fue diseñado por Wolfgang Egger tomando algunos rasgos estilísticos de los modelos de Alfa Romeo de las décadas de 1930 y 1940. El nombre "Competizione" se refiere al Alfa Romeo 6C 2500 Competizione, que llegó tercero en las ediciones 1949 y 1950 de la carrera Mille Miglia. Estos modelos 6C 2500 fueron los últimos Alfa Romeo emparentados con los previos a la Segunda Guerra Mundial.
En el Concurso de Elegancia de Pebble Beach de 2005, se presentó el Alfa Romeo 8C Spider, una versión descapotable del 8C con diferentes llantas de aleación. Su producción fue confirmada el 25 de junio de 2007 por Sergio Marchionne.

## El prototipo
El prototipo del Alfa Romeo 8C Competizione (proyecto 174), diseñado por Wolfgang Egger, fue presentado en el Salón del Automóvil de Fráncfort de 2003. Tenía un motor V8 central-delantero con 4244 cm³ (4,2 litros) que desarrollaba 400 CV (395 HP; 294 kW) de potencia. La caja de cambios usada en este prototipo era manual de seis marchas y estaba colocada en el eje trasero, junto al diferencial.

## Modelos de producción

### 8C Competizione

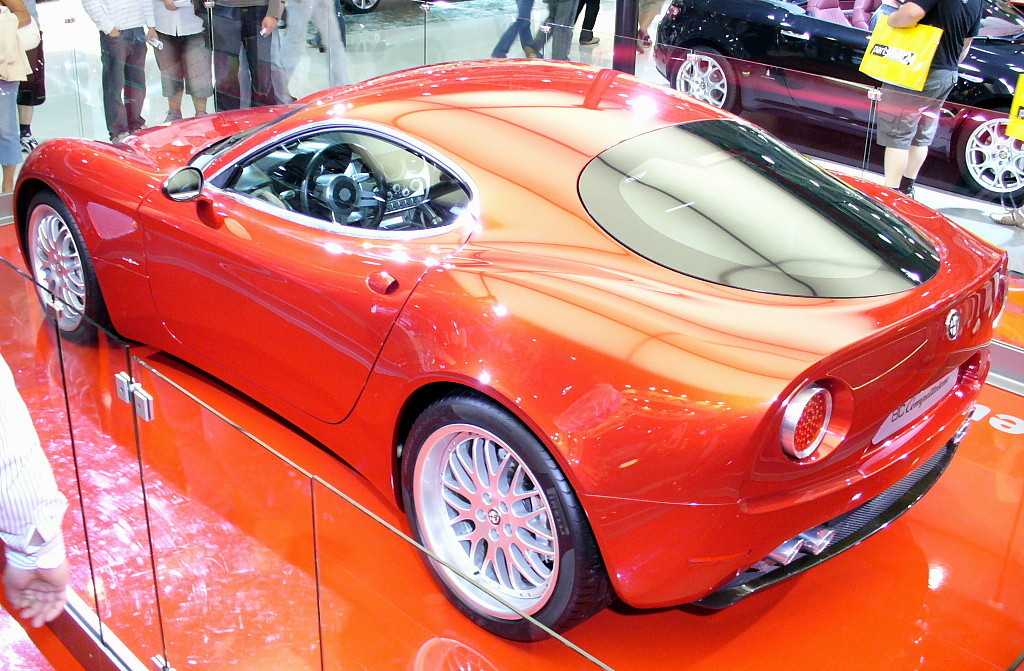
Vista posterior del 8C Competizione.

Durante el Salón del Automóvil de París de 2006, Alfa Romeo anunció que fabricaría 500 unidades del 8C Competizione. La versión de producción es muy similar al prototipo y la carrocería está hecha de fibra de carbono.
El modelo utiliza una plataforma modificada proveniente de los Maserati Quattroporte y Maserati GranTurismo. Usa un motor de gasolina de ocho cilindros en V a 90° de 4691 cm³ (4,7 litros) lubricado por cárter seco. Desarrolla una potencia máxima de 450 CV (444 HP; 331 kW) a las 7000 rpm y un par máximo de 48 kg·m (471 N·m; 347 lb·pie) a las 4750 rpm. La línea roja se encuentra a 7500 rpm, y el limitador de régimen a 7600 rpm. Este motor es desarrollado y ensamblado por Ferrari utilizado también en Maserati. Consta de sistema de distribución de válvulas variable en los árboles de levas de admisión y un cigüeñal plano.
La caja de cambios secuencial de seis velocidades tiene un sistema computarizado de selección de marchas por medio de palancas detrás del volante, y se puede utilizar en cinco modos: Manual-Normal, Manual-Sport, Automático-Normal, Automático-Sport y Ice. Tarda 175 milisegundos en cambiar de marcha en ambos modos deportivos. Este tiene una caja tipo transaxle situada en el eje trasero, con un diferencial de deslizamiento limitado. 
Está equipado con llantas de 20 pulgadas (50,8 cm) y con neumáticos especialmente desarrollados para este modelo, de medidas 245/35 delante y 285/35 detrás.
El sistema de frenado consta de discos carbono-cerámicos ventilados y perforados en las 4 ruedas de 388 mm (15,3 pulgadas) delante y 360 mm (14,2 pulgadas), con pinzas (calipers) hechas en aluminio con 6 pistones en la parte delantera y 4 en la parte trasera de tipo fijo. La revista Road & Track catalogó al sistema de frenos del 8C como "fenomenal", con una distancia de frenado de 60 mph (97 km/h) a 0 de 32 m (105 pies). La velocidad máxima oficial es de 292 km/h (181 mph), pero esa revista afirma que podría acercarse a las 306 km/h (190 mph).

### Versión Spider

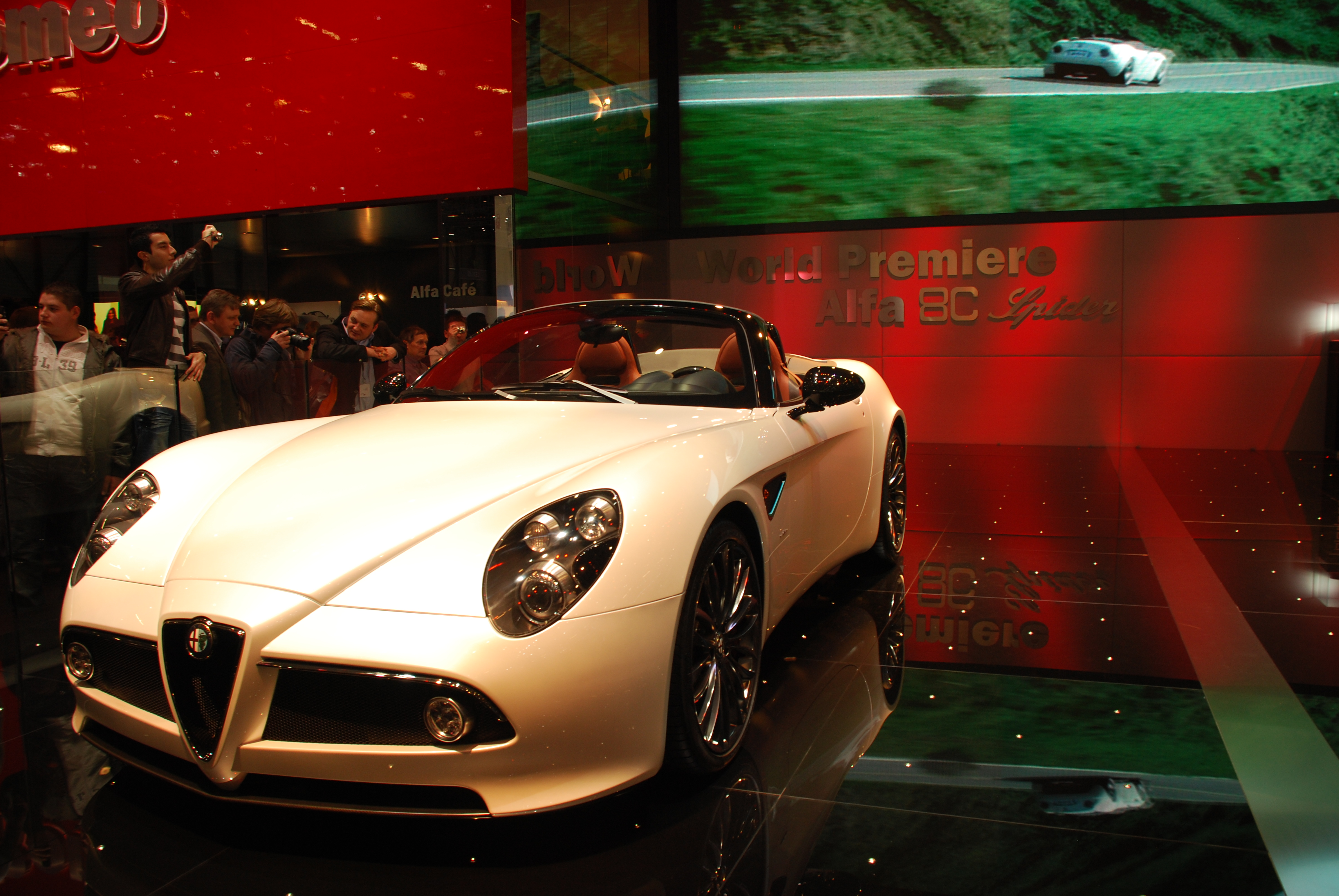
8C Spider en el Salón del Automóvil de Ginebra.

El Alfa Romeo 8C Spider está basado en el 8C Competizione, cuya producción está limitada a 500 unidades y es fabricado por Maserati en Módena, Italia. Su precio de venta es de alrededor de 180000 €. La versión de producción del 8C Spider se dio a conocer en el Salón del Automóvil de Ginebra en 2008. 
Su motor es el mismo que en la versión Competizione, pero su velocidad máxima es de 290 km/h (180 mph), es decir, 2 km/h (1,2 mph) inferior a la velocidad máxima oficial de la versión coupé. La capota del 8C Spider se pliega y despliega electrónicamente y tiene una doble capa de tejido.
El motor del 8C Spider está fabricado en aluminio. Tiene culatas con doble árbol de levas movidos por cadena, con variación de fase continua en los árboles de levas de admisión y cuatro válvulas por cilindro. El embrague es de dos discos y la caja de cambios está junto al eje trasero. El diferencial lleva un dispositivo mecánico para limitar el deslizamiento.
El cambio es automático de seis velocidades. Es un tipo de cambio con la misma estructura que los cambios manuales tradicionales, pero con automatismos para el embrague y el movimiento del cambio. En ocasiones a estos cambios se los denomina robotizados.
Al menos en la versión del 8C con carrocería cerrada, el conductor puede elegir entre cinco programas de funcionamiento: «Manual-Normal», «Manual-Sport», «Automático-Normal», «Automático-Sport» y «Ice» (para arrancar sobre una superficie deslizante).
No tiene una palanca de cambio normal. En los dos programas manuales, el conductor puede seleccionar las marchas mediante dos palancas que están detrás del volante. La selección de los programas de funcionamiento se hace con botones.

## En competición
En 2008, el 8C tomó parte en tres carreras de resistencia: las 24 Horas de Le Mans, las 24 Horas de Nürburgring y las 24 Horas de Daytona. El chasis de la versión de carreras fue fabricado por Dallara.

## Apariciones en multimedia
Ha aparecido en varios videojuegos de carreras, como: Need for Speed: Shift 2 Unleashed, Need for Speed: World, Need for Speed: Hot Pursuit 2, Need for Speed: The Run, Need for Speed: Edge, Forza Motorsport 3, Forza Motorsport 4, Forza Motorsport 5, Forza Motorsport 6, Forza Motorsport 7, Forza Horizon, Forza Horizon 2, Forza Horizon 3, Forza Horizon 4, Gran Turismo 5 y Gran Turismo 6.